# Gamma (azienda)
La Gamma S.r.l. o Officine di precisione Gamma S.r.l. Roma è stata un'azienda italiana produttrice di apparecchi fotografici, con sede a Roma.

## Storia

Silvano Rossi cotitolare dell'azienda

Nel 1947 l'azienda viene fondata da Ireneo Rossi, per la costruzione delle macchine fotografiche Gamma.
Nel 1948 viene concessa la costruzione dell'apparecchio fotografico Gamma alla società Gamma S.r.L. - Officine Meccaniche di Precisione.
L'azienda cessa di esistere nel 1958, dopo aver prodotto circa 2500 macchine Gamma oltre a diversi modelli ad otturatore centrale.

## Modelli prodotti
La sua produzione di macchine fotografiche si caratterizza per l'imitazione delle più note Leica, pur presentando elementi di novità tecnica. I modelli ad ottica intercambiabile furono prodotti fino al 1952.
I modelli montavano ottiche prodotte dalle officine Galileo di Firenze. I modelli prodotti sono la Gamma con otturatore a tendine metalliche a scorrimento orizzontale, la cui produzione inizia a partire dal 1946 in quattro versioni, la Perla con otturatore centrale a lamelle, prodotta dal 1951 in cinque evoluzioni, la Stella, prodotta dal 1953, l'Alba, prodotta in tre versioni dal 1956, la Atlas, il modello più semplice ed economico, e la Atom, ottica Ennagon.

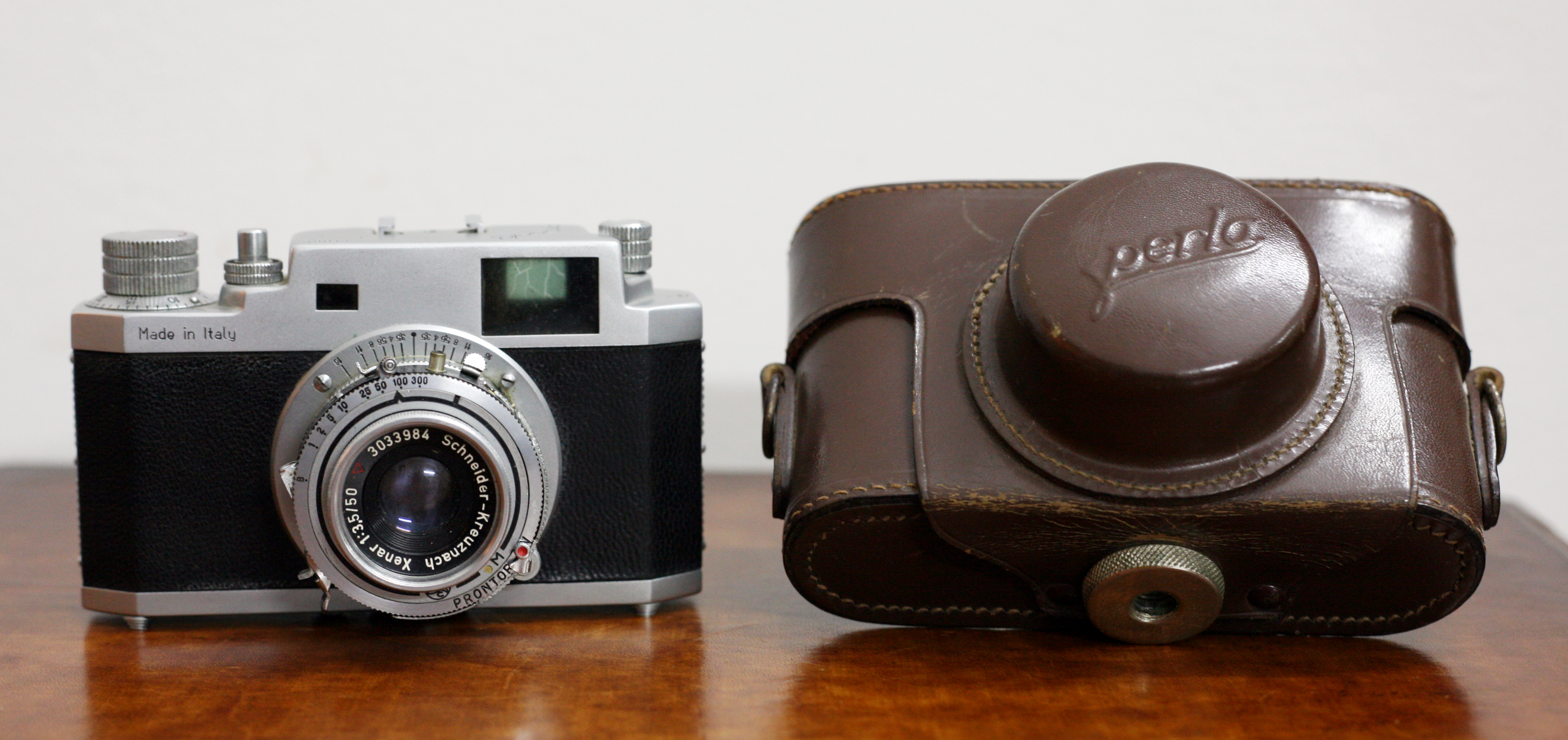
Perla A2
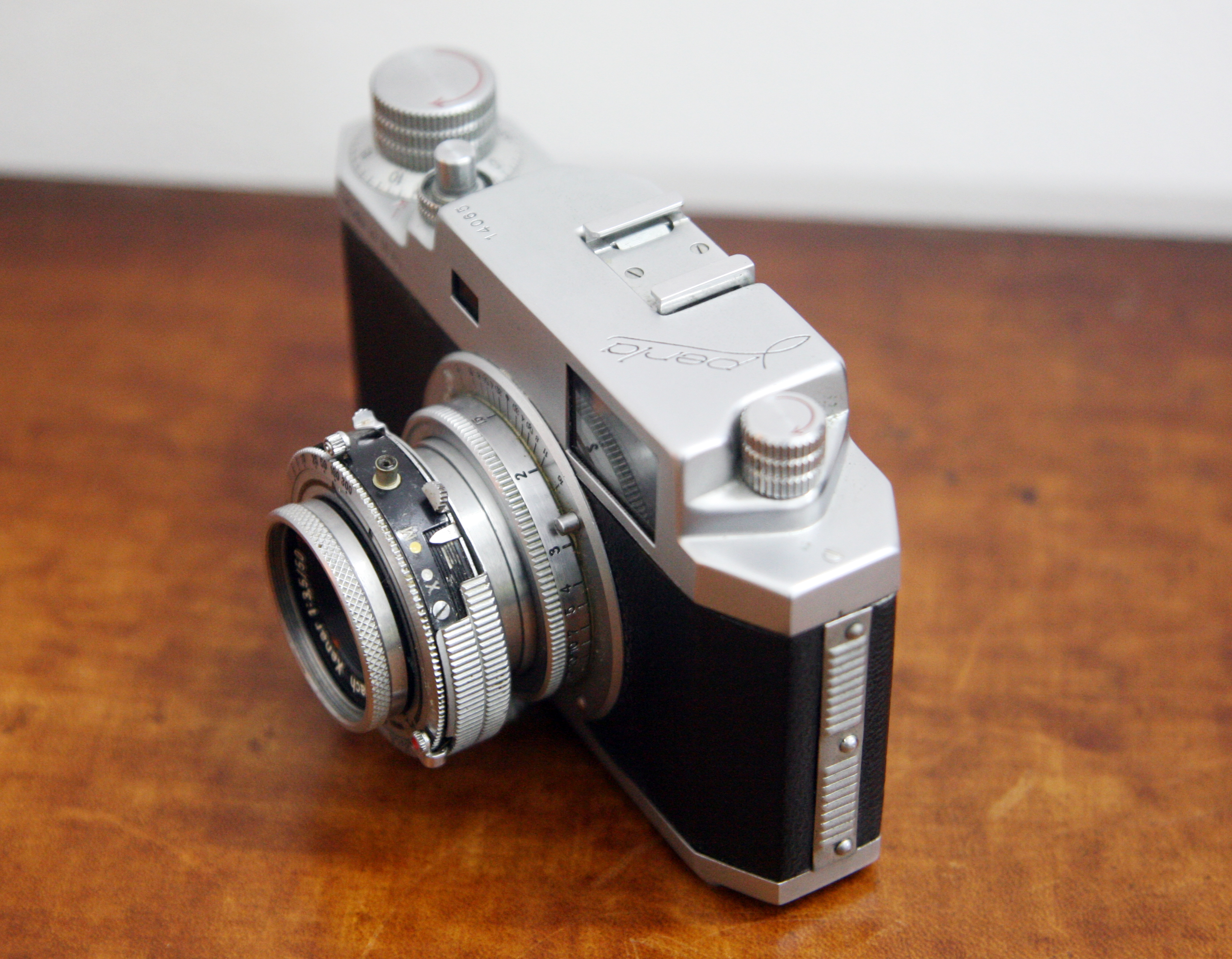
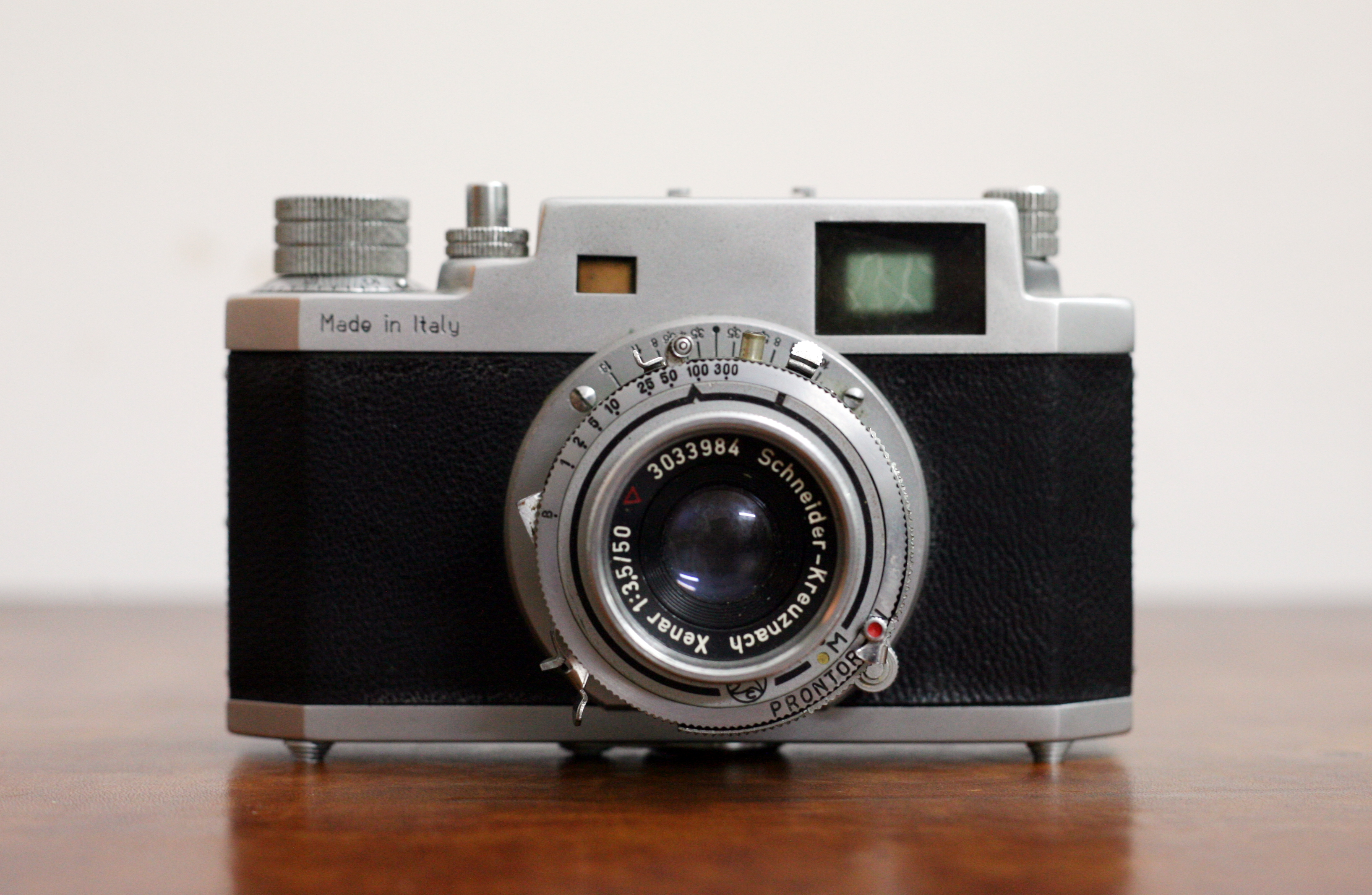
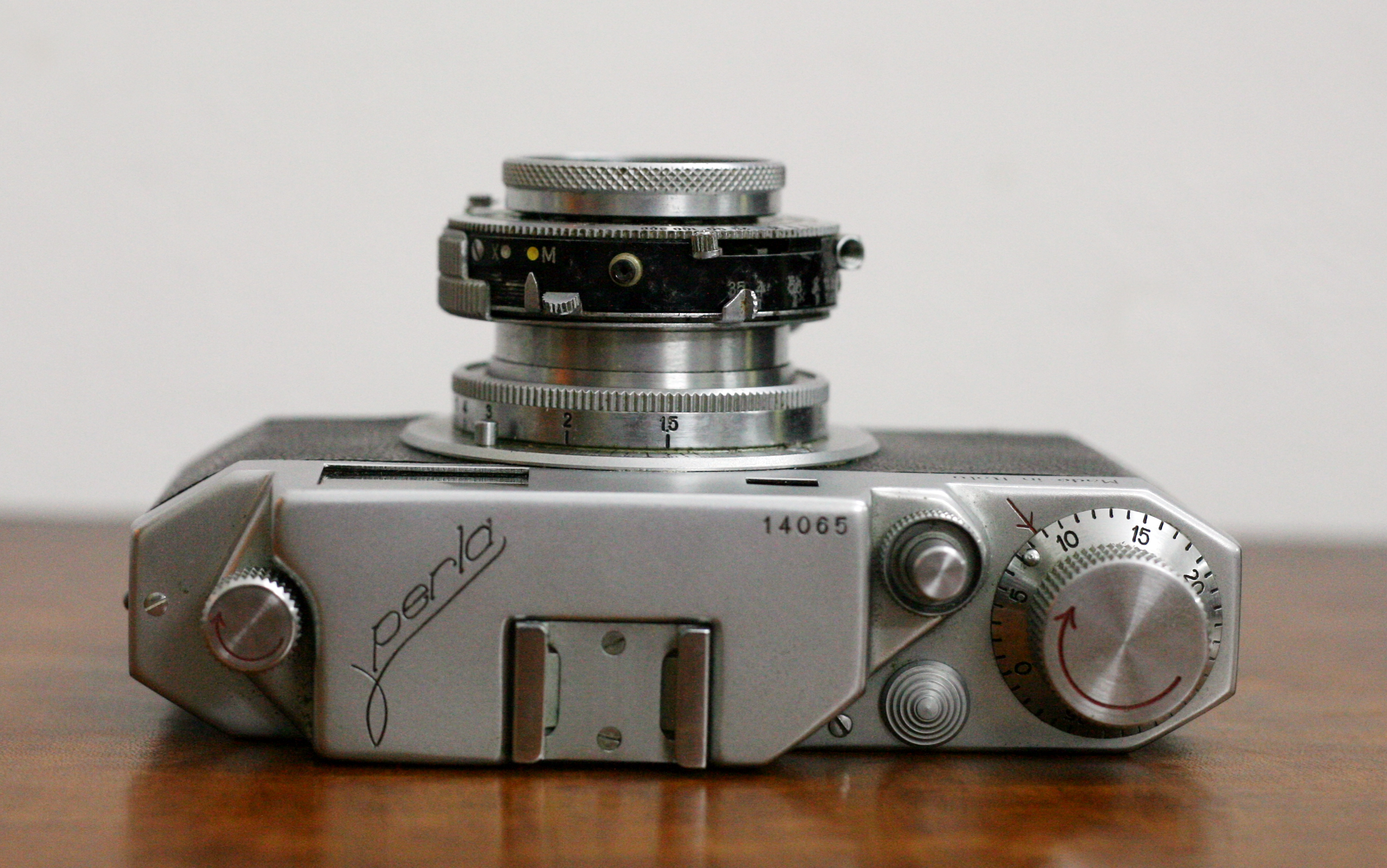